# 배란 촉진제
배란 촉진제(排卵促進劑, fertility medication, fertility drugs)는 자연 상태에서는 생식 주기 동안 1개의 난자가 성숙하지만 배란 촉진제, 즉 다량의 여포 자극 호르몬을 지속적으로 주입하면 여러 개의 난자가 성숙하게 된다. 그래서 배란이 촉진 된다. 또한 난자를 차출할 때 과배란 촉진제를 쓰기도 한다.

## 같이 보기
- 보조생식술